# Noord ('s-Hertogenbosch)
Noord é um bairro do município de 's-Hertogenbosch. Ele tem 6,31 quilômetros quadrados e 18 970  habitantes (2008). O bairro tem o nome Noord (em português: Norte) por ter sido, anteriormente, o único bairro a norte do centro da cidade de 's-Hertogenbosch. Desde 1977, existe o bairro de Maaspoort, também construído a norte da área central.
Noord é delimitado pelas autoestradas A59, a norte, e pela A2, a leste; e pelas ferrovias Tilburg - Nijmegen, a sul, e pela Utrecht - Boxtel, a oeste.
O bairro é constituído dos seguintes distritos:
1. Bedrijventerrein De Herven
2. Bedrijventerrein-Noord
3. De Buitenpepers
4. De Donk
5. De Edelstenenbuurt
6. De Hambaken
7. De Haren
8. De Herven
9. De Muziekinstrumentenbuurt
10. De Reit
11. De Rompert
12. De Slagen
13. De Sprookjesbuurt
14. Orthen
15. Orthen-West